# 대한민국 정부 발표 친일반민족행위자 명단 - 정치
대한민국 정부 발표 친일반민족행위자 명단 - 정치는 대한민국의 대통령 소속 친일반민족행위진상규명위원회가 일제강점하 반민족행위 진상규명에 관한 특별법을 적용, 조사하여 공식 발표한 친일반민족행위자 명단 중 정치 부문에 분류된 이들의 명단이다. 귀족 분야, 중추원 분야로 나누어 발표했으며 이 가운데 귀족 분야는 매국·수작 분야, 습작 분야로 나누어 발표했다.

## 선정 과정
친일반민족행위진상규명위원회는 현존하는 문헌 자료를 통해 구체적인 친일반민족행위가 입증된 정치 부문 인사 399명(귀족 분야 인사 146명(매국·수작 분야 인사 66명, 습작 분야 인사 80명), 중추원 분야 인사 253명)에 대한 조사 대상자 선정 심의를 진행했다.
친일반민족행위 조사 대상자 심의 결과 388명(귀족 분야 인사 142명(매국·수작 분야 인사 65명, 습작 분야 인사 77명), 중추원 분야 인사 246명)이 정치 부문 조사 대상자로 선정되었으며 11명(귀족 분야 인사 4명(매국·수작 분야 인사 1명, 습작 분야 인사 3명), 중추원 분야 인사 7명)이 기각 결정을 받았다.
친일반민족행위 조사 대상자 선정에 대한 이의 신청 과정에서는 53건(귀족 분야 17건(매국·수작 분야 7건, 습작 분야 10건), 중추원 분야 36건)의 이의 신청이 접수되었다. 심의 결과 2건(귀족 분야 1건(습작 분야 1건), 중추원 분야 1건)이 인용(선정 취소)되었고 51건(귀족 분야 16건(매국·수작 분야 7건, 습작 분야 9건), 중추원 분야 35건)이 기각(선정 유지)되었다.
친일반민족행위진상규명위원회는 친일반민족행위 조사 대상자로 지정된 정치 부문 인사 386명(귀족 분야 인사 141명(매국·수작 분야 인사 65명, 습작 분야 인사 76명), 중추원 분야 인사 245명)에 대한 조사를 진행하면서 친일반민족행위에 관한 결정을 심의했다. 심의 결과 383명(귀족 분야 인사 139명(매국·수작 분야 인사 65명, 습작 분야 인사 74명), 중추원 분야 인사 244명)이 친일반민족행위자로 결정되었으며 3명(귀족 분야 인사 2명(습작 분야 인사 2명), 중추원 분야 인사 1명)이 기각 결정을 받았다.
친일반민족행위 결정에 대한 이의 신청 과정에서는 33건(귀족 분야 9건(매국·수작 분야 6건, 습작 분야 3건), 중추원 분야 24건)의 이의 신청이 접수되었다. 심의 결과 33건(귀족 분야 9건(매국·수작 분야 6건, 습작 분야 3건), 중추원 분야 24건)이 기각(선정 유지)되었다. 친일반민족행위진상규명위원회의 최종 심의 결과 383명(귀족 분야 인사 139명(매국·수작 분야 인사 65명, 습작 분야 인사 74명), 중추원 분야 인사 244명)이 정치 부문 친일반민족행위자로 결정되었다.

## 정치 분야 목록 (383명)

### 귀족 (139명)

#### 매국·수작 (65명)
| - 고영희 (高永喜) - 권중현 (權重顯) - 김병익 (金炳翊) - 김사철 (金思轍) - 김성근 (金聖根) - 김영철 (金永哲) - 김종한 (金宗漢) - 김춘희 (金春熙) - 김학진 (金鶴鎭) - 남정철 (南廷哲) - 민병석 (閔丙奭) - 민상호 (閔商鎬) - 민영규 (閔泳奎) | - 민영기 (閔泳綺) - 민영린 (閔泳璘) - 민영소 (閔泳韶) - 민영휘 (閔泳徽) - 민종묵 (閔種黙) - 민형식 (閔炯植) - 박기양 (朴箕陽) - 박제순 (朴齊純) - 박영효 (朴泳孝) - 박용대 (朴容大) - 박제빈 (朴齊斌) - 성기운 (成岐運) - 송병준 (宋秉畯) | - 윤덕영 (尹德榮) - 윤웅렬 (尹雄烈) - 윤택영 (尹澤榮) - 이건하 (李乾夏) - 이근명 (李根命) - 이근상 (李根湘) - 이근택 (李根澤) - 이근호 (李根澔) - 이기용 (李埼鎔) - 이병무 (李秉武) - 이봉의 (李鳳儀) - 이완용 (李完用) - 이완용 (李完鎔) | - 이용원 (李容元) - 이용태 (李容泰) - 이윤용 (李允用) - 이재각 (李載覺) - 이재곤 (李載崐) - 이재극 (李載克) - 이재면 (李載冕, 흥친왕(興親王)) - 이재완 (李載完) - 이정로 (李正魯) - 이주영 (李冑榮) - 이지용 (李址鎔) - 이하영 (李夏榮) - 이항구 (李恒九) | - 이해승 (李海昇) - 이해창 (李海昌) - 임선준 (任善準) - 장석주 (張錫周) - 정낙용 (鄭洛鎔) - 정한조 (鄭漢朝) - 조동윤 (趙東潤) - 조동희 (趙同熙) - 조민희 (趙民熙) - 조중응 (趙重應) - 조희연 (趙羲淵) - 최석민 (崔錫敏) - 한창수 (韓昌洙) |

#### 습작 (74명)
| - 고중덕 (高重德) - 고흥겸 (高興謙) - 고희경 (高羲敬) - 권태환 (權泰煥) - 김교신 (金敎莘) - 김덕한 (金德漢) - 김석기 (金奭基) - 김세현 (金世顯) - 김영수 (金英洙) - 김용국 (金容國) - 김정록 (金正祿) - 김호규 (金虎圭) - 남장희 (南章熙) - 민건식 (閔健植) - 민규현 (閔奎鉉) | - 민병삼 (閔丙三) - 민영욱 (閔泳頊) - 민철훈 (閔哲勳) - 민충식 (閔忠植) - 민홍기 (閔弘基) - 박경원 (朴經遠) - 박부양 (朴富陽) - 박서양 (朴敍陽) - 박승원 (朴勝遠) - 박정서 (朴禎緖) - 박찬범 (朴贊汎) - 성일용 (成一鏞) - 성주경 (成周絅) - 송종헌 (宋鐘憲) - 윤강로 (尹强老) | - 윤의섭 (尹毅燮) - 이강식 (李康軾) - 이경우 (李卿雨) - 이규원 (李圭元) - 이규환 (李圭桓) - 이기원 (李起元) - 이능세 (李能世) - 이달용 (李達鎔) - 이덕용 (李德鎔) - 이덕주 (李德柱) - 이동훈 (李東薰) - 이범팔 (李範八) - 이병길 (李丙吉) - 이병옥 (李丙玉) - 이병주 (李丙周) | - 이영주 (李永柱) - 이완종 (李完鍾) - 이원호 (李原鎬) - 이인용 (李寅鎔) - 이장훈 (李長薰) - 이종승 (李鍾承) - 이중환 (李重桓) - 이창수 (李彰洙) - 이창훈 (李昌薰) - 이충세 (李忠世) - 이택주 (李宅柱) - 이풍한 (李豊漢) - 이홍묵 (李鴻默) - 임낙호 (任洛鎬) - 임선재 (任宣宰) | - 장인원 (張寅源) - 정두화 (鄭斗和) - 정주영 (鄭周永) - 정천모 (鄭天謨) - 조대호 (趙大鎬) - 조용호 (趙龍鎬) - 조원세 (趙源世) - 조원흥 (趙源興) - 조중구 (趙重九) - 조중수 (趙重壽) - 조중헌 (趙重獻) - 최정원 (崔正源) - 한상기 (韓相琦) - 한상억 (韓相億) |

### 중추원 (244명)
친일반민족행위진상규명위원회가 공식 발표한 친일반민족행위자 명단에 수록된 조선총독부 중추원 인사는 343명이다. 이 가운데 중추원 분야는 조선총독부 중추원에서의 활동이 두드러진 인사들을 기준으로 조사하여 발표했으며 다른 분야에서의 활동이 두드러진 중추원 인사 89명(귀족 분야 인사 31명(매국·수작 분야 인사 25명, 습작 분야 인사 6명), 관료 분야 인사 16명, 사법 분야 인사 2명, 군인 분야 인사 3명, 경찰·밀정 분야 인사 5명(경찰 분야 인사 4명, 밀정 분야 인사 1명), 경제 분야 인사 15명, 교육 분야 인사 1명, 언론 분야 인사 3명, 종교 분야 인사 4명(기독교 분야 인사 1명, 유교 분야 인사 2명, 천도교 분야 인사 1명), 정치·사회 단체 인사 1명, 학술 분야 인사 3명, 중국 지역 분야 인사 5명)은 따로 조사하여 발표했다.
| - 강경희 (姜敬熙) - 강동희 (姜東曦) - 강리황 (姜利璜, 강이황(姜利璜)) - 강번 (姜藩) - 강병옥 (康秉鈺) - 고원식 (高源植) - 고원훈 (高元勳) - 고일청 (高一淸) - 권봉수 (權鳳洙) - 김갑순 (金甲淳) - 김경수 (金景壽) - 김경진 (金慶鎭) - 김관현 (金寬鉉) - 김교성 (金敎聲) - 김기수 (金基秀) - 김기태 (金琪邰) - 김기홍 (金基鴻) - 김돈희 (金暾熙) - 김동준 (金東準) - 김두찬 (金斗贊) - 김명규 (金命圭) - 김명수 (金明秀) - 김명준 (金明濬) - 김병규 (金炳奎) - 김병욱 (金秉旭) - 김병원 (金炳鵷) - 김상설 (金相卨) - 김상섭 (金商燮) - 김상형 (金相亨) - 김성규 (金成圭) - 김신석 (金信錫) - 김연상 (金然尙) - 김영무 (金英武) - 김영진 (金英鎭) - 김영한 (金榮漢) - 김원근 (金元根) - 김윤정 (金潤晶) - 김재환 (金在煥) - 김정석 (金定錫) - 김정태 (金禎泰) - 김정호 (金正浩) - 김제하 (金濟河) - 김종흡 (金鍾翕) - 김준용 (金準用) - 김진수 (金晋洙) - 김창수 (金昌洙) - 김창한 (金彰漢) - 김태집 (金泰潗) - 김필희 (金弼熙) | - 김하섭 (金夏渉) - 김한목 (金漢睦) - 김한승 (金漢昇) - 김현수 (金顯洙) - 김화준 (金化俊) - 김희작 (金熙綽) - 나수연 (羅壽淵) - 남궁영 (南宮營) - 남규희 (南奎熙) - 남백우 (南百祐) - 노영환 (盧泳奐) - 노준영 (盧俊泳) - 노창안 (盧蒼顔) - 문종구 (文鍾龜) - 민병덕 (閔丙德) - 민영은 (閔泳殷) - 민영찬 (閔泳瓚) - 민재기 (閔載祺) - 박경양 (朴慶陽) - 박기동 (朴起東) - 박기석 (朴箕錫) - 박보양 (朴普陽) - 박봉주 (朴鳳柱) - 박봉진 (朴鳳鎭) - 박상준 (朴相駿) - 박승봉 (朴勝鳳) - 박영철 (朴榮喆) - 박용구 (朴容九) - 박의병 (朴義秉) - 박이양 (朴彛陽) - 박제환 (朴齊瓛) - 박종렬 (朴宗烈) - 박중양 (朴重陽) - 박지근 (朴智根) - 박철희 (朴喆熙) - 박필병 (朴弼秉) - 박흥규 (朴興奎) - 박희양 (朴熙陽) - 박희옥 (朴禧沃) - 방인혁 (龐寅赫) - 상호 (尙灝) - 서병조 (徐丙朝) - 서병주 (徐炳柱) - 서상훈 (徐相勛) - 서회보 (徐晦輔) - 석명선 (石明瑄) - 성원경 (成元慶) - 성하국 (成夏國) - 손재하 (孫在廈) | - 손조봉 (孫祚鳳) - 송문화 (宋文華) - 송지헌 (宋之憲) - 송헌빈 (宋憲斌) - 신석린 (申錫麟) - 신석우 (申錫雨) - 신응희 (申應熙) - 신창휴 (申昌休) - 신태유 (申泰游) - 신현구 (申鉉求) - 신희련 (申熙璉) - 심선택 (沈璿澤) - 심환진 (沈晥鎭) - 안병길 (安炳吉) - 안종철 (安鍾哲) - 양재홍 (梁在鴻) - 엄준원 (嚴俊源) - 엄태영 (嚴台永) - 염중모 (廉仲模) - 오세호 (吳世皡) - 오재풍 (吳在豊) - 오제영 (吳悌泳) - 오태환 (吳台煥) - 원덕상 (元悳常) - 원병희 (元炳喜) - 원응상 (元應常) - 위기철 (韋基喆) - 위정학 (魏楨鶴) - 유기호 (柳基浩) - 유빈겸 (兪斌兼) - 유성준 (兪星濬) - 유승흠 (柳承欽) - 유익환 (柳翼煥) - 유진순 (劉鎭淳) - 유태설 (劉泰卨) - 유혁로 (柳赫魯) - 유흥세 (柳興世) - 윤갑병 (尹甲炳) - 윤정현 (尹定鉉) - 윤치오 (尹致旿) - 윤치호 (尹致昊) - 이갑용 (李甲用) - 이강원 (李康元) - 이건춘 (李建春) - 이겸제 (李謙濟) - 이교식 (李敎植) - 이근수 (李瑾洙) - 이근우 (李根宇) - 이기승 (李基升) | - 이기찬 (李基燦) - 이도익 (李度翼) - 이동우 (李東雨) - 이만규 (李晩奎) - 이명구 (李明求) - 이병렬 (李炳烈) - 이병학 (李柄學) - 이봉로 (李鳳魯) - 이선호 (李宣鎬) - 이승구 (李承九) - 이승우 (李升雨) - 이영찬 (李泳贊) - 이은우 (李恩雨) - 이익화 (李翊華) - 이장우 (李章雨) - 이재정 (李在正) - 이종덕 (李鍾悳) - 이종섭 (李鍾燮) - 이준상 (李濬相) - 이충건 (李忠健) - 이택규 (李宅珪) - 이택현 (李澤鉉) - 이항직 (李恒稙) - 이흥재 (李興載) - 이희적 (李熙迪) - 인창환 (印昌桓) - 임창수 (林昌洙) - 임창하 (林昌夏) - 장대익 (張大翼) - 장상철 (張相轍) - 장석원 (張錫元) - 장용관 (張龍官) - 장응상 (張鷹相) - 장준영 (張俊英) - 장헌식 (張憲植) - 전덕룡 (田德龍) - 전석영 (全錫泳) - 전승수 (全承洙) - 정건유 (鄭健裕) - 정관조 (鄭觀朝) - 정난교 (鄭蘭敎) - 정대현 (鄭大鉉) - 정동식 (鄭東植) - 정병조 (鄭丙朝) - 정석모 (鄭碩謨) - 정석용 (鄭錫溶) - 정순현 (鄭淳賢) - 정인흥 (鄭寅興) - 정재학 (鄭在學) | - 정진홍 (鄭鎭弘) - 정태균 (鄭泰均) - 정해붕 (鄭海鵬) - 정호봉 (鄭鎬鳳) - 조병건 (趙秉健) - 조상옥 (趙尙鈺) - 조영희 (趙英熙) - 조원성 (趙源誠) - 조재영 (趙在榮) - 조희문 (趙羲聞) - 주영환 (朱榮煥) - 지희열 (池喜烈) - 진희규 (秦喜葵) - 차남진 (車南鎭) - 천장욱 (千章郁) - 최상돈 (崔相敦) - 최석하 (崔錫夏) - 최양호 (崔養浩) - 최연국 (崔演國) - 최윤 (崔潤) - 최재엽 (崔在燁) - 최정묵 (崔鼎默) - 최준집 (崔準集) - 최지환 (崔志煥) - 최창조 (崔昌朝) - 최창호 (崔昌鎬) - 최형직 (崔馨稷) - 피성호 (皮性鎬) - 하준석 (河駿錫) - 한규복 (韓圭復) - 한상봉 (韓相鳳) - 한영원 (韓永源) - 한익교 (韓翼敎) - 한진창 (韓鎭昌) - 한창동 (韓昌東) - 허진 (許璡) - 현기봉 (玄基奉) - 현은 (玄檃) - 현준호 (玄俊鎬) - 홍성연 (洪聖淵) - 홍승목 (洪承穆) - 홍우석 (洪祐晳) - 홍운표 (洪運杓) - 홍재하 (洪在夏) - 홍종국 (洪鍾國) - 홍종철 (洪鍾轍) - 홍치업 (洪致業) - 황종국 (黃鍾國) |

## 친일반민족행위 조사 대상자 선정 심의 과정에서 기각된 인물 (13명)

### 귀족 (5명)
- 민태곤 (閔泰崑): 1934년 12월 15일에 민규현이 받았던 남작 작위를 남작 작위를 승계받았으나 1941년 12월 일본 도쿄에서 독립 운동 사건에 연루되어 체포된 사실이 인정됨.
- 민태윤 (閔泰崙): 태평양 전쟁 당시에 있었던 강제 징병으로 인해 일본으로 연행된 상태였기 때문에 본인 의사와는 무관하게 민태곤이 받았던 남작 작위를 승계받은 사실이 인정됨.
- 이종건 (李鍾健): 1919년 3·1 운동 직후에 조선총독부에 남작 작위 반납을 요청하고 은사공채를 반환한 사실이 인정됨.
- 이해국 (李海菊): 이재곤이 받았던 자작 작위를 승계하던 당시에는 미성년자였으나 1945년 8월 15일 광복 당시에도 미성년자였음.
- 이홍재 (李弘宰): 이강식이 받았던 남작 작위를 승계하던 당시에는 미성년자였으나 1945년 8월 15일 광복 당시에도 미성년자였음.

### 중추원 (8명)
- 김만수 (金晩秀): 조선총독부 중추원 찬의를 역임했으나 임명된 지 2개월 만에 스스로 사임함.
- 김사묵 (金思默): 조선총독부 중추원 찬의를 역임했으나 임명된 지 2개월 만에 스스로 사임함.
- 박해령 (朴海齡): 조선총독부 중추원 참의로 임명된 지 2개월 만에 사망함.
- 이원용 (李源鎔): 조선총독부 중추원 부찬의를 역임했으나 임명된 지 2년 4개월 만에 사임함. 조선총독부 군수로 부임한 지 3개월 만에 사임함.
- 장도 (張燾): 대한제국 시대에는 의병 재판 판사로 근무했고 일제강점기에는 조선총독부 중추원 참의, 대정친목회·동민회를 비롯한 각종 친일 단체의 주요 인사로 참여했으나 105인 사건 공판·독립 운동에 참여한 사회주의 계열 인사들에 대한 공판에서 변호인으로 참여한 사실이 인정됨.
- 조제환 (趙齊桓): 조선총독부 중추원 부찬의를 역임했으나 임명된 지 4개월 만에 사임함. 조선총독부 군수로 부임한 지 8개월 만에 면직됨.
- 한동리 (韓東履): 조선총독부 중추원 부찬의를 역임했으나 임명된 지 2개월 만에 스스로 사임함. 변호사로 등록한 이후에 독립군 자금 모집 관련 공판에서 피고인으로 나섰던 독립운동가의 변호인으로 참여한 사실이 인정됨.
- 허명훈 (許命勳): 조선총독부 중추원 참의를 역임했으나 조선총독부 중추원 참의를 역임하기 전후의 경력이 《일제강점하 반민족행위 진상규명에 관한 특별법》에 명시된 기준에 미달함.

## 친일반민족행위 결정 심의 과정에서 기각된 인물 (3명)

### 귀족 (2명)
- 민병억 (閔丙億): 광복 이후인 1949년 8월에 반민족행위특별조사위원회에 송치되었다는 《경향신문》 기사가 있으나 민건식이 받았던 남작 작위를 승계받은 시기에 대한 기록이 남아 있지 않기 때문에 신문 기사만 가지고는 습작 여부를 판단하기 어렵다고 판단함.
- 민형식 (閔衡植): 민영휘가 받았던 자작 작위를 승계받았으나 무정부주의 운동, 독립 운동 자금을 지원한 사실이 인정됨.

### 중추원 (1명)
- 구희서 (具羲書): 10년 동안 조선총독부 중추원 부찬의를 역임했으나 재임 기간 동안에 조선총독부에서 추진한 옛 관습 및 제도 조사위원으로 활동했던 사실을 친일반민족행위로 볼 수 없다고 판단함.

## 같이 보기
- 조선귀족
- 조선총독부 중추원 간부 목록
- 대한민국 정부 발표 친일반민족행위자 명단
- 대한민국 정부 발표 친일반민족행위자 명단 - 통치 기구
- 대한민국 정부 발표 친일반민족행위자 명단 - 경제·사회
- 대한민국 정부 발표 친일반민족행위자 명단 - 문화
- 대한민국 정부 발표 친일반민족행위자 명단 - 해외
- 친일반민족행위 106인 명단
- 친일반민족행위 195인 명단
- 친일반민족행위 705인 명단

## 참고 자료
- 친일반민족행위진상규명위원회 (2009). 《친일반민족행위진상규명 보고서 Ⅱ》. 서울.